# Стаховский, Евгений Александрович
Стаховский, Евгений Александрович (14 сентября 1978 года, Мурманск) — российский радиоведущий, телеведущий, писатель.

## Биография
Евгений Стаховский родился в Мурманске в 1978. В 1998 году окончил Мурманское музыкальное училище по специальности «артист эстрады, руководитель-дирижёр оркестра». В 2008 году Евгений с отличием окончил ГИТР им. Литовчина (факультет менеджмента и продюсерского мастерства) по специальности «продюсер в сфере телевидения и радиовещания». Дипломная работа: «Антикризисное управление в сфере телевидения и радиовещания».
Карьеру на радио Евгений Стаховский начал в 1995 году, став ведущим на мурманской частной радиокомпании «Ника». В 1996 году он стал ведущим авторских программ на радиостанции «69 параллель», входившей в состав ГТРК «Мурман». В это время появляются: проект об академической музыке «Игра в классики», утреннее шоу «ЕС-today», вечерняя интеллектуальная игра «Удавы и кролики» и поэтическая программа «Стихия», в которой Стаховский читал стихи российских и зарубежных поэтов, а слушатели делятся собственным творчеством. В 2000 году Евгений получил дипломы ГТРК: «Лучший радиоведущий» и «За большой личный вклад в развитие радиовещания в Мурманске».
Тогда же Евгений Стаховский начал сотрудничать с только что открывшимся филиалом радиостанции «Европа Плюс» в Мурманске, в качестве ведущего эфира и музыкального редактора.
В 2001 году Стаховский переехал в Санкт-Петербург для работы на радиостанции «Балтика». Начал вести утреннее шоу «Будильник» и интервью со значимыми персонами отечественной и зарубежной культуры. Позже появляются программа по заявкам для офисных работников «Служебная записка», хит-парад «Высокие отношения» (включая шестичасовую новогоднюю версию «100 лучших песен года»). Кроме того, работает в качестве диджея и шоумена на крупных городских площадках, включая ежегодный фестиваль «Ночь музыки».
В 2006 году переезжает в Москву. Несколько месяцев работает ведущим новостей на радиостанции «Сити-фм», после чего уходит на открывающуюся радиостанцию «Бизнес-фм». В 2008 году Стаховский переходит в холдинг ВГТРК и становится ведущим эфира новой радиостанции «Вести-фм», где, среди прочего, выходит авторская программа «Концерты и клубы». Позже начинает вести канал «Выходные с Евгением Стаховским».
В 2011 году Евгений становится экспертом Национального музыкального портала «Красная звезда». В 2012 году в рамках холдинга ВГТРК он переходит на радиостанцию «Маяк», где совместно с Верой Кузьминой придумывает вечернее шоу «Профитроли» (интерактивный час «Соцопрос»; программы-интервью с известными людьми: «Школьная анкета», «Пища богов»; концертная программа «Музыкальный QUEST» и др.).
В 2013 году с темы «История российского образования» стартует еженедельная историческая программа «Календарь Стаховского».
В 2015 году начинает вести научно-популярное авторское шоу «Объект 22», в рамках которого появляются программы «Мозг» (общей научной тематики), «Философия» (история зарубежной и российской философской мысли), «Литературный Нобель» (о лауреатах Нобелевской премии по литературе), и совместный проект с Политехническим музеем «Научные бои». Кроме того, «Объект 22» включает музыкальные программы, среди которых «Музыкальная география» (о музыке в разных странах) и «Музыканты» (интервью с артистами). Имиджевой частью проекта стала мини-рубрика «Эффект Стаховского» об объектах, явлениях и процессах, получивших название в честь исторических или вымышленных персонажей. Сам автор определяет Эффект Стаховского как «эмоциональную реакцию, чувство удовлетворения, испытываемое от получения новых знаний, практическая польза которых неочевидна».
Особым элементом шоу стал проект «Чтение», в котором Стаховский представляет авторскую интерпретацию литературных произведений зарубежных и российских писателей.
В июле 2016 года появился новый летний проект «Пётр Ильич Стаховский», посвящённый академической музыке. Программа выходит по субботам и воскресеньям с 20-00 до 0-00 по московскому времени. Название представляет собой игру слов и обусловлено тем, что вещание происходит из летней студии радиостанции «Маяк», расположенной на Триумфальной площади в Москве, в непосредственной близости от Концертного зала им. Чайковского. В рамках проекта Стаховский представляет циклы программ о великих русских композиторах (Глинка, Чайковский, Римский-Корсаков и.т.д.), об основных эпохах в развитии музыкального искусства (барокко, классицизм, романтизм, модернизм, и.т.д); кроме того — в эфире дают «живые» концерты выдающиеся современные академические музыканты, среди которых лауреат конкурса им. Чайковского, скрипач Никита Борисоглебский, Народный артист России, пианист Николай Луганский, лауреат международных конкурсов, гитарист Артём Дервоед, продолжатель скрипичной династии, виртуоз Дмитрий Коган, и др.
Отдельная часть эфира — видоизменённый проект «Чтение», где Стаховский, прочитав в первом выпуске главу из своего романа «43», в дальнейшем приглашает в студию современных писателей (Дмитрий Воденников, Ирина Денежкина, Гузель Яхина, Антон Секисов и др.), которые читают в прямом эфире свои произведения.
В 2021 году, совместно с телеканалом "Кино-ТВ", Стаховский запускает образовательный Youtube-проект «Экранная копия». В первом сезоне, вместе с кинообозревателями, среди которых Антон Долин, Ксения Реутова, Зинаида Пронченко, Алексей Филиппов, Настасья Горбачевская, и литературным критиком Галиной Юзефович, Стаховский обсуждает множественные экранизации значимых литературных произведений. 
Помимо этого, выходят проекты посвящённые истории кинематографических жанров и истории российского кино с 1991 года.  
Также Стаховский работает на кинофестивалях, среди которых Каннский международный кинофестиваль, "Кинотавр" и др. 

## Литературные произведения
В 2011 году выходит первая книга – сборник авторской и переводной поэзии «22:22».
В 2016 году опубликован роман-психотерапия «43», который был тут же включён в длинный список Общероссийской литературной премии «Национальный бестселлер»
В октябре 2019 появляется сборник «Бог почти есть», состоящий из произведений малой формы, написанных в разное время и в разных жанрах.
Весной 2021 года выходит второй роман – «Третий эпизод».
В ноябре 2022 года, в связи с законом о «гей-пропаганде» книги Стаховского в РФ были запрещены.

## Семья
Есть брат и сестра. Дядя по отцовской линии – музыкант, педагог, Заслуженный деятель искусств РФ Владимир Борисович Возный.